# Carlton-Intersport-Cup
Der Carlton-Intersport-Cup war ein in den 1980er Jahren ausgetragenes Badmintonturnier, welches 1986 und 1987 zum World Badminton Grand Prix gehörte. Namensgeber des Turniers waren die Sportartikelhersteller Carlton Sports und Intersport, wobei anfangs nur letztgenannte Firma namensgebender Sponsor war. 1983 wurde als Vorläufer des Turniers bereits der Kawasaki Cup ausgetragen.

## Die Sieger
| Jahr | Herreneinzel           | Dameneinzel   | Herrendoppel                      | Damendoppel                  | Mixed                            |
| ---- | ---------------------- | ------------- | --------------------------------- | ---------------------------- | -------------------------------- |
| 1983 | Darren McDonald        | Sherry Liu    | Thomas Künstler Stefan Frey       | Denyse Julien Linda Cloutier | Thomas Herttrich Pamela Hamilton |
| 1985 | Jens Peter Nierhoff    | Alison Fisher | Richard Outterside Joe Ford       | Wendy Poulton Jane Shipman   | Richard Outterside Fiona Elliott |
| 1986 | Poul-Erik Høyer Larsen | Yao Fen       | Martin Dew Dipak Tailor           | Gillian Clark Gillian Gowers | Martin Dew Gillian Gilks         |
| 1987 | Sze Yu                 | Fiona Elliott | Mark Christiansen Stefan Karlsson | Fiona Elliott Sara Halsall   | Henrik Svarrer Dorte Kjær        |